# Baltazar Enrique Porras Cardozo
Baltazar Enrique kardinál Porras Cardozo (* 10. října 1944, Caracas) je venezuelský římskokatolický duchovní, arcibiskup méridský, který byl v listopadu roku 2016 jmenován kardinálem.